# Abraxas aesiopsis
Abraxas aesiopsis là một loài bướm đêm trong họ Geometridae.